# Blue Scandinavia
Blue Scandinavia war eine kurzlebige schwedische Charterfluggesellschaft. Sie ging 1996 aus der Fluggesellschaft Transwede Leisure hervor und wurde 1998 in Britannia Airways AB umbenannt.

## Geschichte
Anfang 1996 wurde die schwedische Transwede reorganisiert und dabei ihre Charterflugsparte als eigenständige Fluggesellschaft ausgelagert. Die neue Gesellschaft erhielt den Namen Transwede Leisure. Im Herbst 1996 wurde die Transwede Leisure an den schwedischen Reiseveranstalter Fritidsresor verkauft, der sie am 28. Oktober 1996 in Blue Scandinavia umbenannte. Die Flotte der Blue Scandinavia bestand anfänglich aus drei McDonnell Douglas MD-83, zwei Boeing 757-200 und einer Lockheed L-1011. Bis Mitte 1997 wurden die Maschinen der Typen MD-83 und L-1011 durch weitere Boeing 757-200 ersetzt, die in der gewählten Konfiguration für 223 Passagiere ausgelegt waren. Als Ergänzung mietete das Unternehmen während der Sommersaison 1997 kurzzeitig eine Boeing 767. 
Im Dezember 1997 übernahm die britische Thomson Travel Group den Reiseanbieter Fritidsresor und dessen hauseigene Fluggesellschaft. Die Thomson Group integrierte die Blue Scandinavia Anfang 1998 als Britannia Airways AB in den Konzern. Die Gesellschaft wird häufig auch als Britannia Sweden oder Britannia Nordic bezeichnet, obwohl sie diese Namen offiziell nie getragen hat. Aus dem schwedischen Ableger der Britannia Airways ging im Jahr 2005 die Fluggesellschaft TUIfly Nordic hervor.

## Flotte
- Boeing 757-200
- Boeing 767-300
- McDonnell Douglas MD-83
- Lockheed L-1011